# Канада на зимних Олимпийских играх 1960
Канада принимала участие в зимних Олимпийских играх 1960, и заняла 7-е место в общекомандном зачёте.

## Медалисты
| Медаль  | Спортсмен | Вид спорта        | Дисциплина      |
| ------- | --- | ----------------- | --------------- |
| Золото  | Энн Хеггтвейт | Горнолыжный спорт | Женщины, слалом |
| Золото  | Барбара Вагнер Роберт Пол | Фигурное катание  | Спортивные пары |
| Серебро | Донэлд Хэд Хэролд Харли Гарри Синден Джек Дуглас Морис Бенуа Дэррил Слай Фред Этчер Роберт Эттерсли Джордж Самоленко Флойд Мартин Роберт Руссо Джеймс Коннэли Донэлд Роуп Роберт Форхен Кеннет Лофмэн Клифф Пеннингтон Роберт Мак-Найт | Хоккей            | Мужчины         |
| Бронза  | Дональд Джексон | Фигурное катание  | Мужчины         |